# Manganoquadratita
La manganoquadratita és un mineral de la classe dels sulfurs. Rep el nom per la seva relació amb la quadratita.

## Característiques
La manganoquadratita és una sulfosal de fórmula química AgMnAsS₃. Va ser aprovada com a espècie vàlida per l'Associació Mineralògica Internacional l'any 2011, sent publicada per primera vegada un any després. Cristal·litza en el sistema tetragonal.
Segons la classificació de Nickel-Strunz, la manganoquadratita pertany a «02.GC - Poli-sulfarsenits» juntament amb els següents minerals: hatchita, wal·lisita, sinnerita, watanabeïta, simonita, quadratita, smithita, trechmannita, aleksita, kochkarita, poubaïta, rucklidgeïta, babkinita, saddlebackita, tvalchrelidzeïta i mutnovskita.
L'exemplar que va servir per a determinar l'espècie, el que es coneix com a material tipus, es troba conservat a les col·leccions mineralògiques del Museu d'Història Natural de la Universitat de Florència, a Itàlia, amb el número de catàleg: 3108/i.

## Formació i jaciments
Va ser descoberta a la mina Uchucchacua, situada a la província d'Oyon (Departament de Lima, Perú). També ha estat descrita a Săcărâmb, a la regió de Hunedoara (Romania). Aquests dos indrets són els únics de tot el planeta on ha estat descrita aquesta espècie mineral.